# 企业前瞻
企业前瞻是一种结构和文化分析方法，可以帮助企业在早期发现不可持续的缺陷，解释缺陷带来的后果，并且制定有效的长期生存和兴旺的模式。

### 企业前瞻解决三个挑战
有三个主要挑战让企业很难应对外部变化：
- 高变化率可见于  (1) 产品寿命的缩短, (2) 科技变化增加 (3) 创新速度增加 (4) 创新扩散速度增加
- 大企业内在的忽视在于 (1) 企业用于公司战略计划的时间太短，无法产生及时应对 (2) 无法在组织内部感知到变化 (3) 信息过量，让高层领导无法评估潜在影响 (4) 信息没有抵达应该做出决策的领导层 (5) 为了保护自身的商业利益，信息被中层领导过滤
- 企业惯性来源于 (1) 内部结构的复杂性 (2) 外部结构，如全球外包和价值链的复杂性 (3) 不愿意调整当前的商业领域，过多依赖于科技引导的认知惯性 让企业无法感知到新兴的突破科技。